# Universidad de Ciencias Empresariales y Sociales

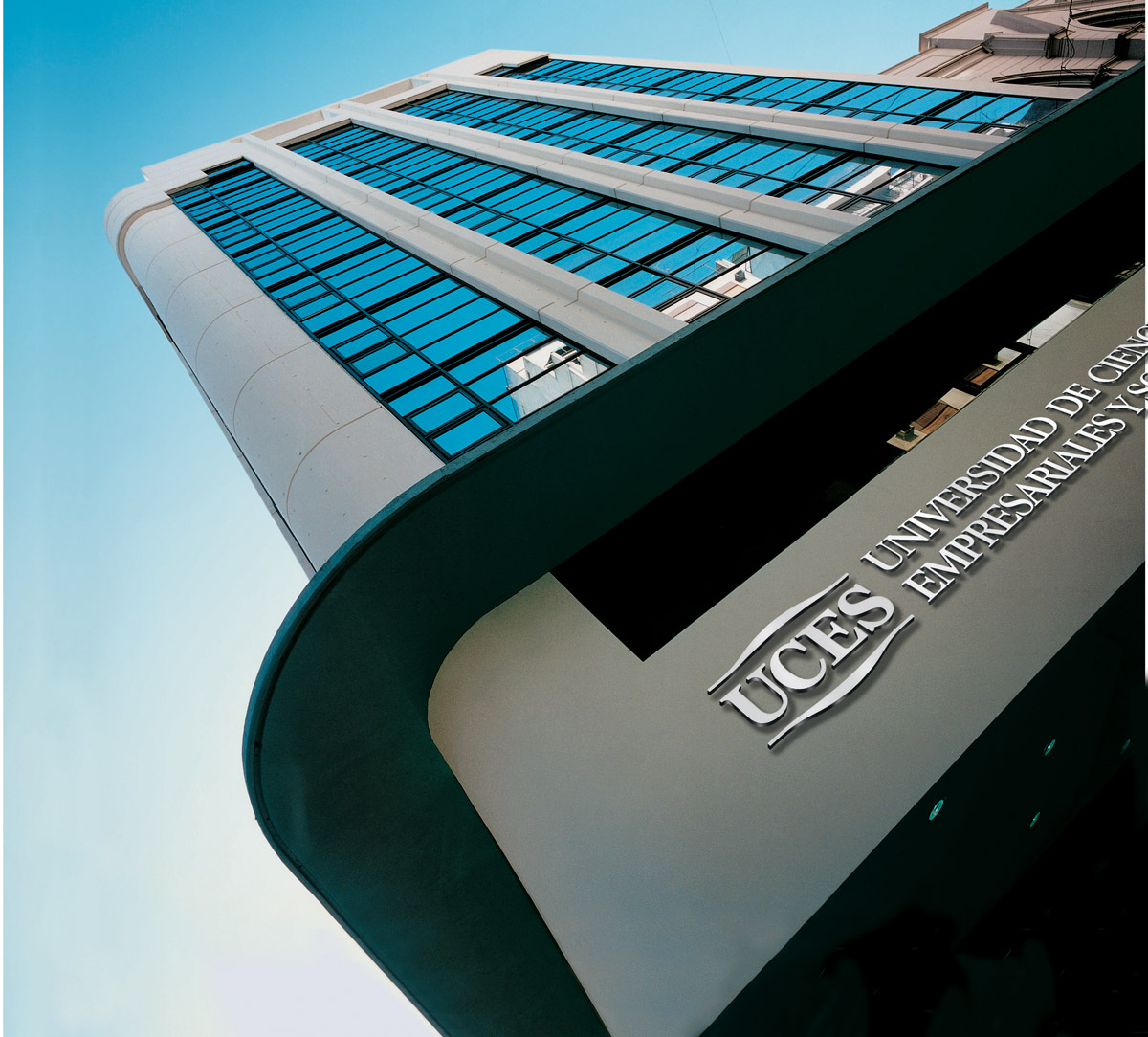
Sede de Paraguay 1401 - Universidad de Ciencias Empresariales y Sociales.

La Universidad de Ciencias Empresariales y Sociales (UCES) es una universidad privada argentina ubicada en la Ciudad Autónoma de Buenos Aires.

## Historia
El 4 de octubre de 1991, por resolución del Ministerio de Cultura, Educación y Justicia de la Nación, se autorizó el funcionamiento de la Universidad de Ciencias Empresariales y Sociales (UCES). Su gestión educativa tenía origen en 1942, al fundarse la Asociación de Dirigentes de Venta (ADV). 
La institución cambió su nombre a lo largo del tiempo (desde 1983 se denominaba Asociación Dirigentes de Empresa-ADE). Impulsó la formación de la Escuela Superior en 1957 y la creación de la Fundación de Altos Estudios en Ciencias Comerciales (FAECC) en 1964.
Hasta principios de la década de 1980, FAECC desplegó una política de desarrollo de carreras que tuvo gran reconocimiento empresario, pero cuyos títulos tenían solamente el aval exclusivo de la Institución. En 1983, por resolución ministerial obtuvo la aprobación como instituto incorporado a la enseñanza oficial, requisito que posibilitó extender títulos oficiales. Hacia 1988 se convocó a un equipo de expertos graduados universitarios para que elaboraran un proyecto de universidad. El equipo trabajó bajo la dirección del entonces presidente de ADE, doctor Horacio A. O’Donnell. Este grupo realizó un análisis de los proyectos de diversas universidades nacionales y privadas y efectuó numerosas consultas mediante personas de su conocimiento en más de ciento cincuenta universidades del exterior. El proyecto, que proponía como metodología novedosa una alta integración entre los estudios teóricos, la práctica (método de casos) y la investigación, fue aprobado por los Consejos Directivos de la Institución.[cita requerida]
La denominación para la nueva casa de altos estudios, antes que detenerse directamente en el solo concepto de universidad, tuvo en cuenta su origen histórico y su abarcativo desarrollo posterior. Así surgió el nombre de Universidad de Ciencias Empresariales y Sociales, y su apócope: UCES. El proyecto, sometido en septiembre de 1989 a la aprobación del Ministerio de Cultura, Educación y Justicia de la Nación, fue aprobado en octubre de 1991. La resolución ratificó la estructura orgánica de la Universidad, conformada por sus Órganos de Gobierno y las facultades de Ciencias Empresariales y de Ciencias de la Comunicación y la creación de las Licenciaturas en Comercialización, Administración de Empresas, Comercio Exterior, Publicidad y Periodismo.

## Ubicación
La Universidad posee su sede central en la Ciudad Autónoma de Buenos Aires, ubicada más precisamente en la intersección de las calles Paraguay y Uruguay. Allí se encuentran algunas de sus facultades conformando el denominado “Distrito UCES”.  Posee Sedes en los barrios de Villa del Parque, San Isidro (GBA), Olivos (GBA) y Vicente López (GBA) y en el interior del país: Tigre (Provincia de Buenos Aires), Pilar (Provincia de Buenos Aires), San Justo (Provincia de Buenos Aires) y Los Polvorines (Provincia de Buenos Aires), Rafaela (Santa Fe), Santa Fe (Santa Fe), Venado Tuerto (Santa Fe), Reconquista (Santa Fe), San Francisco (Córdoba), Resistencia (Chaco), San Salvador de Jujuy (Jujuy), Río Grande (Tierra del Fuego) y Ushuaia (Tierra del Fuego), estando 6 de ellas en el marco de Convenios oportunamente firmados con la Universidad Tecnológica Nacional (UTN).
- Casas de Estudios UCES

## Carreras de Grado
- Facultad de Ciencias Empresariales
  - Marketing con orientaciones en Marketing Digital y Marketing Internacional
  - Dirección de Negocios
  - Comercio Exterior
  - Gerenciamiento Ambiental
  - Programación de Sistemas
  - Turismo

- Facultad de Ciencias Económicas
  - Administración de Empresas
  - Economía
  - Contador Público
  - Recursos Humanos
  - Finanzas
- Facultad de Ciencias de la Comunicación
  - Publicidad
  - Comunicación Social (con materias orientadas a Periodismo, Medios Digitales, Comunicación Empresarial e Institucional, Comunicación Política y Publicidad)
  - Relaciones Públicas e Institucionales
  - Periodismo
  - Diseño y Comunicación Visual
- Facultad de Psicología y Ciencias Sociales
  - Psicología (con orientaciones en: Clínica - Desarrollos y Dispositivos – Organizaciones y Mercados)
  - Sociología
  - Filosofía
  - Profesorado de Educación Inicial
- Facultad de Ciencias Jurídicas y Políticas
  - Abogacía
  - Ciencia Política y de Gobierno
- Facultad de Ciencias de la Salud
  - Medicina
  - Nutrición
  - Kinesiología y Fisiatría
  - Administración de Servicios de Salud
  - Enfermería
  - Asistencia y Gestión de Quirófanos
  - Musicoterapia
- Facultad de Agronomía y Veterinaria
  - Agronomía
  - Veterinaria

## Carreras de Posgrado
Doctorados
- Doctorado en Ciencias Empresariales y Sociales
- Doctorado en Derecho
- Doctorado en Psicología
- Doctorado en Salud Pública

Diplomaturas
- Competencias Tecnopedagógicas para la Cultura Digital

- Curso Bianual Universitario de Pie Diabético y Heridas

- Diplomado en Teoría y Método de investigación Psicoanalítico del discurso. Algoritmo David Liberman. De David Maldavsky

- Diplomatura de Formación y Aplicación Práctica en Derecho del Trabajo

- Diplomatura de Primer Nivel en Terapias Cognitivas y T.R.E.C.

- Diplomatura en Abordaje y Tratamiento de las Adicciones

- Diplomatura en Diabetes y Pie Diabético y Heridas

- Diplomatura en Evaluación y Selección de Personal

- Diplomatura en Neurociencias y Neuropsicología Clínica

- Diplomatura en Obesidad y Trastornos de Conducta Alimentaria

- Diplomatura en Perspectiva Vincular en Educación

- Diplomatura en Perspectiva Vincular en Educación

- Diplomatura en Prevención y Abordaje de Violencia de Género

- Diplomatura en Prevención y Tratamiento de Conducta Suicida

- Diplomatura en Psicología Laboral y Organizacional

- Diplomatura en Sexualidad y Terapias Sexuales

- Diplomatura en Terapia Cognitiva con Niños y Adolescentes

- Diplomatura en Terapia Integral de Pareja

- Diplomatura en Terapias Sistémicas

- Diplomatura en Trastornos de Ansiedad, Estrés y Depresión

- Diplomatura Superior en Vínculos

- Diplomatura Universitaria Anual de Emergencias y Trauma

- Diplomatura Universitaria en Asistencia al Adulto Mayor

- Diplomatura Universitaria en Auditoría Médica y Profesional en Salud

- Diplomatura Universitaria en Calidad Total y Ev. de Tecnologías en Salud

- Diplomatura Universitaria en Cuidados Intensivos Cardiovasculares

- Diplomatura Universitaria en Diabetes y Embarazo

- Diplomatura Universitaria en Diabetes y Riesgo Cardiovascular

- Diplomatura Universitaria en Diabetología

- Diplomatura Universitaria en Diabetología (internacional)

- Diplomatura Universitaria en Economía de la salud

- Diplomatura Universitaria en Electromiografía y Potenciales Evocados

- Diplomatura Universitaria en Enfermedades Renales y Embarazo

- Diplomatura Universitaria en Enfermería Cardiovascular Infantil

- Diplomatura Universitaria en Enfermería Neonatal

- Diplomatura Universitaria en Epidemiología

- Diplomatura Universitaria en Farmacología del Dolor

- Diplomatura Universitaria en Gestión de Salud

- Diplomatura Universitaria en Gestión en APS y Centros de Salud

- Diplomatura Universitaria en Gestión y Gerenciamiento de Servicios de Alimentación

- Diplomatura Universitaria en Inmunología Clínica

- Diplomatura Universitaria en Kinesiología Internista en Centro Asistencial de Agudos

- Diplomatura Universitaria en Legislación y Sistemas de Salud

- Diplomatura Universitaria en Metodología de la Investigación Clínica y Psicosocial

- Diplomatura Universitaria en Neurociencias: El cerebro creativo. Una aproximación desde las neurociencias.

- Diplomatura Universitaria en Nuevas Tecnologías Sanitarias -Inteligencia Artificial-

- Diplomatura Universitaria en Nutrición Neonatal

- Diplomatura Universitaria en Nutrición Vegetariana y Vegana

- Diplomatura Universitaria en Nutrición, Actividad Física y Deporte

- Diplomatura Universitaria en Pie Diabético y Heridas

- Diplomatura Universitaria en Prevención y Control de Infecciones Asociadas al Cuidado de la Salud

- Diplomatura Universitaria en Procuración y Trasplante de Órganos y Tejidos

- Diplomatura Universitaria en Psicofarmacología Básica para Psicólogos

- Diplomatura Universitaria en Psicofarmacología en el Adulto Mayor

- Diplomatura Universitaria en Psicofarmacología Práctica

- Diplomatura Universitaria en Psoriasis

- Diplomatura Universitaria en Rehabilitación Cardiovascular y Pulmonar

- Diplomatura Universitaria en Riesgo Cardiometabólico y Renal en Diabetes.

- Diplomatura Universitaria en Salud Ocupacional

- Diplomatura Universitaria en Salud Pública

- Diplomatura Universitaria en Tratamiento Integral del Sìndrome Metabólico

- Diplomatura Universitaria en Utilidad de los Biomarcadores en la Práctica Hospitalaria

- Diplomatura Universitaria Internacional en Diagnóstico vascular no invasivo

- Diplomatura Universitaria Internacional en Diagnóstico y Tratamiento en Linfología.

- Diplomatura Unviersitaria en Enfermedades Funcionales (Psicosomáticas) en la práctica médica.

- Diversidad y Educación

- Educación Ambiental y Proyectos Escolares

- El Estudio de la Vida y la Biodiversidad en el Siglo XXI

- Herramientas didácticas – pedagógicas para la implementación de las TIC en los procesos de enseñanza

- Historiografía, Narrativas y Didáctica de la Historia

- Interculturalidad en la Escuela

- Introducción a las Terapias de Tercera Generación

- La Conducción de las Instituciones Educativas

- Las Subjetividades en las Instituciones Educativas

- Metodología de la Investigación

- Programa de Formación en Gestión, Organización y Magistratura Judicial

Maestrías
- Maestría en Administración de Servicios de Salud

- Maestría en Análisis y Marketing Político

- Maestría en Ciencias Criminológico-Forenses

- Maestría en Derecho del Trabajo

- Maestría en Derecho Empresario

- Maestría en Dirección de Recursos Humanos

- Maestría en Estudios Ambientales

- Maestría en Estudios de Género

- Maestría en Gestión de la Educación Superior

- Maestría en Gestión de las Comunicaciones GesCom

- Maestría en Gobierno y Gestión de la Educación

- Maestría en Investigación de Mercados, Medios y Opinión

- Maestría en Marketing Estratégico

- Maestría en Negocios Internacionales

- Maestría en Negocios Internacionales Rafaela

- Maestría en Negocios Internacionales-Binacional

- Maestría en Problemas y Patologías del Desvalimiento

- Maestría en Psicopatología

Especializaciones
- Especialización en Cirugía de la Mano

- Especialización en Traumatología del deporte y Artroscopia.

- Especialización en Construcción de Marcas

- Especialización en Construcción de Marcas (modalidad virtual)

- Especialización en Derecho Judicial

- Especialización en Docencia Universitaria en Ciencias de la Salud

- Especialización en Docencia Universitaria en Ciencias Empresariales y Sociales (Modalidad Virtual)

- Especialización en Docencia Universitaria en Ciencias Empresariales y Sociales

- Especialización en Finanzas

- Especialización en Gestión de Bibliotecas (modalidad virtual)

- Especialización en Medicina del Trabajo

- Especialización en Ortodoncia y Ortopedia Maxilar

- Especialización en Prospectiva Estratégica

- Especialización en Prospectiva Estratégica (modalidad virtual)

- Especialización en Psicoanálisis con Adolescentes

- Especialización en Psicología clínica infantil con orientación en Psicoanálisis

- Especialización en Psicología Forense

- Especialización en Psicooncología

- Especialización en Psiquiatría

Talleres y Cursos
- “Z Test” (Test de Zülliger): su aplicación al campo laboral

- Curso en Abordaje de la Sobre-Edad Escolar

- Curso en Aprender a Estudiar en la Escuela Secundaria

- Curso en Comunicación entre Padres y Escuela

- Curso en El Juego como Contenido de Enseñanza

- Curso en El uso Didáctico de Blogs y Wikis

- Curso en Investigación Acción: el Ambiente Social y Natural

- Curso en La Enseñanza de las Efemérides: Cómo y Por Qué

- Curso en La Evaluación en la Escuela. Buscando Nuevos Significados

- Curso en Los Derechos del Niño en la Escuela

- Curso en Nuevas Enseñanzas para las Nuevas Infancias

- Curso en Programación y Uso del Software para el Aprendizaje

- Curso en Usando las TIC en mi Jardín

- Curso en Uso Escolar de la Herramienta Informática

- Semiología de miembros inferiores y tratamiento de las úlceras

- Tratamiento Endovascular del Aneurisma de Aorta. “Técnica, Táctica y Teoría en EVAR”

Postdoctorados
- Programa posdoctoral en Estudios de Género

- Programa posdoctoral en Principios Fundamentales y Derechos Humanos

Escuela de Negocios (ENUCES)
Gestión Y Administración
- Diplomatura de Innovación Agroindustrial (DIA) I

- Diplomatura en Dirección y Gestión de Empresas PYMES

- Diplomatura en Gerenciamiento Comercial y Ventas

- Diplomatura en Metodologías Ágiles

- Diplomatura en Selección de Personal orientado en Nuevas Tecnologías

- Programa de Políticas Públicas Agroindustriales (PPA II)

- Programa Ejecutivo en Project Management para arquitectura y construcción

- Teletrabajo para ser competitivos

Psicología
- Diplomado en Teoría y Método de investigación Psicoanalítico del discurso. Algoritmo David Liberman. De David Maldavsky

- Diplomatura en Desmanicomialización

- Diplomatura en Filosofía y Psicoanálisis

- Diplomatura en Fundamentos Clínicos del Psicoanálisis

- Diplomatura en Lógica orientada a Ciencias Sociales

- Diplomatura en Psicodiagnóstico de Rorschach

- Diplomatura en Psicología Educacional Nuevos enfoques y rol del psicólogo en el Departamento de Orientación

- Diplomatura en Psicología Institucional

- Diplomatura en Psicología Laboral orientada al área de RRHH y Gestión de Empresas

- Diplomatura en Selección y Evaluación Psicológica en la Era Digital

- Diplomatura en Test de Zülliger (Z test)

- Programa Ejecutivo de Formación Intensiva en Introducción a la Perspectiva de Género

- Psicología Jurídica y Forense

Gestión Del Talento Humano
- Coaching con Caballos. La Filosofía del Coaching Aplicada

- Coordinación de Equipos y Técnicas Grupales

- Curso de Desarrollo de la Inteligencia Emocional

- Diplomatura en Capacitación y Desarrollo de Recursos Humanos

- Diplomatura en Coaching Ontológico y PNL

- Diplomatura en Coaching Organizacional

- Diplomatura en dinámicas de grupos aplicadas al ámbito laboral

- Diplomatura en Liderazgo y Nuevos Líderes

- Diplomatura en Dirección Recursos Humanos y Talento Organizacional

- La filosofía del Coaching

- Programa Ejecutivo en Liderazgo Transformacional

- Programa Ejecutivo en Negociación y resolución de conflictos

- Programa Ejecutivo en PNL y Mindfulness

- Taller práctico: La magia de Comunicar, con técnicas de PNL y Coaching

Nuevas Tecnologías
- Certificación en Sistemas de Lectura de Placas Digifort

- Certificación en Sistemas de Video Seguridad Digifort

- Diplomatura en Edición de Revistas Científicas en Línea

- Diplomatura en Innovación Educativa en el Aula 4.0

- Diplomatura en Producción de Textos Científicos-Académicos

- LinkedIn Power

- Transformación Digital, Programa Ejecutivo

Derecho
- Curso de capacitación continua. La actuación del abogado ante el registro de la propiedad del automotor

- Diplomatura de Formación y Aplicación Práctica en Derecho del Trabajo

- Diplomatura en Derecho de Seguros

- Diplomatura en Derecho del Consumidor

- Diplomatura en Régimen Jurídico del Automotor

- Diplomatura en Régimen registral del automotor aplicado a la función notarial

- Programa de actualización en Inteligencia Artificial y Derecho

- Programa de Formación en Gestión, Organización y Magistratura Judicial

- Programa Funcionamiento del Poder Judicial y los Ministerios Públicos (UCES/UEJN)

Desarrollo Profesional
- Certificación en Prevención de Lavado de Activos Enfocada a los Sujetos Obligados

- Diplomatura en Ciberseguridad y Ciberterrorismo

- Programa Ejecutivo en Compliance

Marketing
- Diplomatura en Dirección De Marketing

- Diplomatura en Dirección de Marketing y Brand Management

- Diplomatura en Gestión y Marketing en Empresas de la Moda

- Diplomatura en Marketing de Alimentos y Bebidas

- Diplomatura en Marketing Digital y Community Management

- Diplomatura en Publicidad Online Avanzada

Contabilidad Y Finanzas
- Análisis Técnico de Instrumentos Financieros

- Diplomatura en Financiamiento en el mercado de capitales

- Diplomatura en Finanzas para no Financieros

- Diplomatura en Inversiones Financieras

- Diplomatura en Normas Internacionales de Información Financiera

- Trading para Inversiones Bursátiles

Negocios
- Diplomatura en Negocios Digitales

- Diplomatura en Organizaciones Sustentables

- E-Commerce y Ventas Online

- Responsabilidad Social Empresaria y Desarrollo Sustentable

Deportes
- Curso de Posgrado en Quality Assurance

- Diplomatura en Coaching Deportivo

- Diplomatura en Gestión y Administración de Entidades Deportivas

- Diplomatura en Marketing Farmacéutico Intensivo

- Industria Farmacéutica